# Arcida
Arcida là một bộ động vật thân mềm hai mảnh vỏ còn tồn tại. Bộ này bắt nguồn từ thời kỳ Ordovician sớm hơn. Chúng được phân biệt với các nhóm liên quan, chẳng hạn như trai, nhờ có bản lề thẳng với vỏ và các cơ dẫn có kích thước bằng nhau. Dây chằng đôi, bộ răng taxodont và vi cấu trúc vỏ bao gồm các lớp lá chéo chéo bên ngoài và các lớp lá chéo phức tạp bên trong là những đặc điểm xác định của bộ này.
Bảy họ hiện được công nhận trong bộ này, bao gồm cả loài trai hoặc vỏ gân được biết đến trong họ Arcidae.

## Phân loại
Bộ Arcida, với tư cách là phân bộ Arcacea, được đưa vào bộ Taxodonta của RC Moore, 1952, được đặc trưng bởi bộ răng dạng bản lề đơn giản bao gồm các răng bản lề nhỏ, nhiều, tương tự nhau, các thùy áo choàng riêng biệt, ống hút kém phát triển và mang filibranch.
Vào năm 2010, Bieler, Carter & Coan  đã đề xuất một hệ thống phân loại mới cho loài thân mềm hai mảnh vỏ Bivalvia, trong đó kết hợp phân loại Arcida với Limida, Mytilida, Ostreida và Pteriida thành Pteriomorphia.
Vào năm 2016, số siêu họ của Arcida đã thay đổi từ 2 thành 3, bổ sung có thêm một siêu họ hóa thạch. Phân loại mới như sau:
- Siêu họ Arcoidea Lamarck, 1809
  - Họ Arcidae Lamarck, 1809
  - Họ  Catamarcaiidae Cope, 2000
  - Họ Cucullaeidae Stewart, 1930
  - Họ  Frejidae Ratter & Cope, 1998
  - Họ Glycymerididae Dall, 1908 (1847)
  - Họ Noetiidae Stewart, 1930
  - Họ Parallelodontidae Dall, 1898
- Siêu họ Glyptarcoidea Cope, 1996  :    chỉ có các loài hóa thạch.
  - Họ Glyptarcidae Cope, 1996 
  - Họ Pucamyidae Sánchez & Benedetto, 2007
- Siêu họ Limopsoidea Dall, 1895
  - Họ Limopsidae Dall, 1895
  - Họ Philobryidae F. Bernard, 1897